# Maren Nyland Aardahl
Maren Nyland Aardahl (Trondheim, 1994. március 2. –) olimpiai, világ- és Európa-bajnok norvég válogatott kézilabdázó, a dán Odense Håndbold játékosa.

## Pályafutása

### Klubcsapatokban
Aardahl szülővárosának csapatában a Byåsen HE-nél kezdett kézilabdázni, 2012-től játszott a felnőttcsapatban. 2019-ben igazolt a német bajnok SG BBM Bietigheim csapatához. Egy év után továbbált a román bajnokságban szereplő CS Râmnicu Vâlceához. 2021 óta pedig a dán Odense Håndbold játékosa lett. 2022-ben megnyerte a dán bajnokságot. 2024-ben 76 góljával Aardahl volt csapata legeredményesebb játékosa a Bajnokok Ligájában. A dán bajnokságban is rendszeresen az élmezőnyben végez a góllövőlistán.

### A válogatottban
Játszott a norvég utánpótlás válogatottakban, majd a norvég B-válogatottban is. A felnőttcsapatban 2021 októberében mutatkozott be, majd bekerült az év végi világbajnokságon szereplő keretbe is, amely aranyérmes lett az eseményen. Egy évvel később tagja volt az Európa-bajnokságon diadalmaskodó csapatnak is. A 2024-es párizsi olimpián szintén aranyérmes lett.
Szerepelt a norvég strandkézilabda-válogatottban is és 2017-ben Európa-bajnok lett.

## Sikerei, díjai
- Olimpiai bajnok: 2024
- Világbajnok: 2021
  - ezüstérmes: 2023
- Európa-bajnok: 2022, 2024
- Dán bajnok: 2022

- 2017-ben aranyérmes a strandkézilabda-Európa-bajnokságon